# Aéroport des plages de Floride du Nord-Ouest
L'aéroport des plages de Floride du Nord-Ouest (en anglais : Northwest Florida Beaches International Airport), également connu en tant qu'aéroport de Panama City Beach (code IATA : ECP • code OACI : KECP • code FAA : ECP), est un aéroport américain à usage public situé à 29 km au nord-ouest de Panama City, dans le comté de Bay, en Floride.
L'aéroport appartient au Panama City-Bay County Airport & Industrial District et se trouve au nord de Panama City Beach, près du lieu-dit de West Bay. Il remplace l'aéroport international de Panama City – Comté de Bay (Fannin Field, PFN), qui se trouve à Panama City, fermé le 1er octobre 2010.

## Histoire

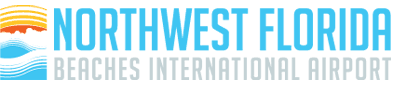
Logotype de l'aéroport.

L'aéroport ouvre ses portes pour les vols commerciaux le 23 mai 2010. Il n'accueille actuellement[Quand ?] pas de vols internationaux réguliers, en raison de la faible population dans les régions environnantes et du fait que la demande de visites à Panama est principalement régionale et nationale. L'administration aéroportuaire décide initialement de nommer la plateforme en tant qu'aéroport international du nord-ouest de la Floride et de Panama, mais les compagnies aériennes et le grand public lui demandent d'utiliser un nom plus régional,.

## Situation
| Daytona Beach Fort Lauderdale Fort Myers Gainesville Jacksonville Key West Orlando-Melbourne Miami Orlando Orlando-Sanford Panama City Pensacola Punta Gorda Sarasota-Bradenton St. Augustine St. Petersburg-Clearwater Tallahassee Tampa Valparaiso Palm Beach Naples Vero Beach |

## Statistiques
Pour des raisons techniques, il est temporairement impossible d'afficher le graphique qui aurait dû être présenté ici.

Voir la requête brute et les sources sur Wikidata.